# HK Dukla Trenčín
HK Dukla Trenčín je slovenský hokejový klub.
- Vítěz hokejového turnaje Rona Cup v roce 1994, 2002, 2003, 2007.

## Historie názvů
- 1962 – Dukla Trenčín
- 1970 – AŠD Dukla Trenčín
- 1974 – ASVŠ Dukla Trenčín
- 1993 – Dukla Trenčín
- 2013 – HK Dukla Trenčín

## Jednotlivé sezóny
| Slovensko (1992 – ) |                  |                                                                     |          |
| Sezona              | Umístění v ZČ    | Play-off                                                            | Soupiska |
| 1992/1993           | Bronzová medaile | - v rámci federální soutěže                                         |          |
| 1993/1994           | Zlatá medaile    | - Finále Vítěz finále s HC Košice 3 : 2                             |          |
| 1994/1995           | Zlatá medaile    | - Finále Prohra s HC Košice 0 : 3                                   |          |
| 1995/1996           | Stříbrná medaile | - Finále Prohra s HC Košice 1 : 4                                   |          |
| 1996/1997           | Zlatá medaile    | - Finále Vítěz s HC Košice 3 : 1                                    |          |
| 1997/1998           | 4. místo         | Semifinále Prohra s HC Slovan Bratislava 0 : 3                      |          |
| 1998/1999           | Bronzová medaile | Čtvrtfinále Prohra s HKM Zvolen 0 : 3                               |          |
| 1999/2000           | 4. místo         | Semifinále Prohra s HC Slovan Bratislava 0 : 3                      |          |
| 2000/2001           | Bronzová medaile | - Finále Prohra s HKM Zvolen 1 : 3                                  |          |
| 2001/2002           | 5. místo         | Čtvrtfinále Prohra s HK Aquacity ŠKP Poprad 1 : 4                   |          |
| 2002/2003           | 4. místo         | Semifinále Prohra s HC Slovan Bratislava 1 : 4                      |          |
| 2003/2004           | Zlatá medaile    | - Finále Vítěz s HKM Zvolen 4 : 2                                   |          |
| 2004/2005           | Bronzová medaile | Semifinále Prohra s HC Slovan Bratislava 3 : 4                      | Zde      |
| 2005/2006           | 4. místo         | Čtvrtfinále Prohra s HK Aquacity ŠKP Poprad 0 : 4                   | Zde      |
| 2006/2007           | 4. místo         | - Finále Prohra s HC Slovan Bratislava 0 : 4                        | Zde      |
| 2007/2008           | 6. místo         | Semifinále Prohra s HC Slovan Bratislava 3 : 4                      | Zde      |
| 2008/2009           | 6. místo         | Čtvrtfinále Prohra s HK 36 Skalica 0 : 4                            | Zde      |
| 2009/2010           | 9. místo         | Ne                                                                  | Zde      |
| 2010/2011           | 5. místo         | Semifinále Prohra s HC Košice 0 : 4                                 | Zde      |
| 2011/2012           | 5. místo         | Semifinále Prohra s HC Slovan Bratislava 0 : 4                      | Zde      |
| 2012/2013           | 6. místo         | Čtvrtfinále Prohra s HK Nitra 0 : 4                                 | Zde      |
| 2013/2014           | 9. místo         | Ne                                                                  | Zde      |
| 2014/2015           | 6. místo         | Čtvrtfinále Prohra s HC ’05 iClinic Banská Bystrica 1 : 4 na zápasy | Zde      |
| 2015/2016           | 5. místo         | Čtvrtfinále Prohra s HC ’05 iClinic Banská Bystrica 1 : 4 na zápasy | Zde      |
| 2016/2017           | 9. místo         | Ne                                                                  | Zde      |
| 2017/2018           | Bronzová medaile | - Finále Prohra s HC ’05 iClinic Banská Bystrica 3 : 4 na zápasy    | Zde      |
| 2018/2019           | 6. místo         | Čtvrtfinále Prohra s HK Nitra 2 : 4 na zápasy                       | Zde      |
| 2019/2020           | 6. místo         | play-off zrušeno kvůli pandemii covidu-19                           | Zde      |
| 2020/2021           | 7. místo         | Čtvrtfinále Prohra s HK Dukla Ingema Michalovce 2 : 4 na zápasy     | Zde      |
| 2021/2022           | 10. místo        | Předkolo Prohra s HC 21 Prešov 1 : 3 na zápasy                      | Zde      |
| 2023/2024           | 9. místo         | Předkolo (prohra 2 : 3 na zápasy s HK Nitra)                        |          |
| 2024/2025           | 8. místo         | Čtvrtfinále Prohra s HK Košice 2 : 4 na zápasy                      |          |